# Juan Luis Barrios
Juan Luis Barrios (Ciudad de México, 28 de enero de 1983) es un atleta mexicano iniciado en olimpiadas juveniles de atletismo. Sus especialidades son las carreras de larga distancia en las modalidades de 1500 metros, 5000 metros y 10 000 metros. Posee el récord mexicano de los 5000 metros en pista cubierta (13.24 minutos) y es el mejor fondista mexicano master actualmente. Cuenta con su propio equipo deportivo, JLB Running Team. Tiene 2 maratones en su carrera a ritmo de 2 hs 14', y es uno de los mejores corredores de Latinoamérica, entrenado por Tadeuz Kempka y actualmente libre. Es un candidato fuerte a la presidencia de la FMAA.
El 30 de julio de 2017 se quedó con el primer lugar en el medio maratón de la Ciudad de México con un tiempo de 1:06.01.

## Trayectoria

### Juegos Olímpicos
Participó en los Juegos Olímpicos de Pekín 2008 donde terminó séptimo en la final de los 5000 metros. También participó en los Juegos Olímpicos de Londres 2012 terminando octavo en la final de los 5000 metros.
Clasificó a los Juegos Olímpicos de Río 2016 (Brasil), pero a unos meses de los juegos tuvo una lesión que le impidió participar.
En su preparación durante el Ciclo Olímpico rumbo a los Juegos de Tokio 2020, no logró dar la marca de 2H11:30 que requería en el Maratón Waterfront en Toronto, Canadá; perdiendo la marca por 22 segundos.

### Juegos Panamericanos
Ganó dos medallas de plata en los 1500 m y 5000 m en los Juegos Panamericanos de Río de Janeiro 2007, así como una medalla de oro en los 5000 m en Guadalajara 2011. En la edición 2015 de los juegos panamericanos de Toronto se adjudicó la medalla de bronce en los 10000 m, así como el oro en los 5000.
En los Juegos Panamericanos de Lima sufrió en su preparación un desgarre, razón por la que le fue impedida su participación.

### Juegos Centroamericanos y del Caribe
Obtuvo tres medallas de oro consecutivas en los 1500 m en los Juegos Centroamericanos y del Caribe de San Salvador 2002, Cartagena de Indias 2006 y Mayagüez 2010, así como dos medallas de oro en los 5000 metros en Cartagena de Indias 2006 y Mayagüez 2010. En el mes de noviembre de 2014 en Veracruz México, obtuvo las dos medallas de oro tanto en los 5000 m como en los 10000 m A partir del año 2013 perfeccionó su técnica y diversificó su entrenamiento para participar en los 21 km medio maratón.

## Marcas personales
- 800 m: 1:48.43 min A –  Ciudad de México, 22 de mayo de 2004
- 1500 m: 3:37.71 min –  Río de Janeiro, 25 de julio de 2007
- Una milla: 3:57.34 min –  Dublín, 17 de julio de 2013
- 3000 m: 7:37.64 min –  Rieti, 27 de agosto de 2006
- 5000 m: 13:09.81 min –  Nueva York, 11 de junio de 2011
- 10,000m: 27:28.82 min –  Wageningen, 30 de mayo de 2012
- Medio maratón: 1:00:46 hs –  Marugame, 2 de febrero de 2015
- Maratón: 2:10:55 hs –  Tokio, 25 de febrero de 2018